# Свистун біяцький
Свистун біяцький (Pachycephala melanorhyncha) — вид горобцеподібних птахів родини свистунових (Pachycephalidae). Ендемік Індонезії.

## Поширення і екологія
Біяцький свистун є ендеміком індонезійського острова Біак в провінції Папуа.